# 1998年热带风暴赫敏
热带风暴赫敏（英語：Tropical Storm Hermine）是1998年大西洋飓风季第八个获得命名的热带气旋，由9月5日非洲西海岸涌现的一股东风波发展而成。这股东风波向西穿越大西洋后进入加勒比海西北部，并与其它天气系统相互影响。由此产生的新系统于9月17日在墨西哥湾中部成为热带低气压。风暴蜿蜒且缓慢地向北行进，之后升级为热带风暴并在路易斯安那州登陆，之后迅速弱化，但于9月20日重新增強为热带低气压。
赫敏是一个较弱的热带风暴，造成的损失很小，从路易斯安那州到乔治亚州都普遍出现降雨，个别区域因此暴发山洪。部分地区的风暴潮延长了沿海地区因其他热带气旋导致洪灾的持续时间，还有些地区有遭受阵风的报道。风暴到达前，路易斯安那州格兰德艾尔的居民已经撤离。与风暴相关联的龙卷风在密西西比州造成移动房屋和车辆受损，还有一人受伤。虽然赫敏本身的破坏性不大，但其影响与其他热带气旋相结合，造成了一些农业上的损失。

## 气象历史
1998年9月5日，一股东风波在非洲西海岸诞生并进入大西洋。这股东风波起初没有任何相关联的雷暴活动，但到达向风群岛后，對流活动开始增多。这股大气扰动接下来继续向西行进，接近南美洲海岸线后转向加勒比海西北部。东风波与一个上层低气压系统和另一个进入这一地区的东风波相互作用。当时有一股大型季风气流在加勒比海和中美洲上空盛行。使位於加勒比海西北部的一股低气压区開始发展，到了协调世界时9月17日中午12点，该系统已经充分组织起來，并在墨西哥湾中部被宣布成为热带低气压。
起初，系统关联的云层格局带有紧密且定义明确的环流，风暴中心的南部也有着群集的深层对流。但由于临近的墨西哥湾南部一个大型上层低气压区的影响，周边环境并不利于系统的强化。同时在这股大型上层低气压区的影响下，热带低气压开始向南移动。系统在海湾中部行進時繞了一圈，并于9月18日清晨开始向北漂移。在风切变的影响下，风暴环流中心从深层对流活动中分离出来。9月19日清晨，系统中心东北方向的一小片区域内仍然有深层对流存在，风暴已经基本停止向前移动，并逐渐朝东南偏东方向漂移。虽然有着来自风切变的不利影响，但这股热带低气压还是在UTC9月19日达到热带风暴状态，并因此被美国国家飓风中心命名为赫敏（Hermine）。
升级为热带风暴后不久，赫敏达到了最高强度，最大持续风速为每小时75公里。热带风暴强度的风力只局限在气旋的东部半圆。赫敏向北行进至接近海岸时近乎停滞不前，风暴不断减弱，于协调世界时9月20日早上5点在路易斯安那州泰勒博恩堂区的卡克德里（Cocodrie）附近登岸，然后减弱为热带低气压。这次登陆风暴关联的雨带被认为「不算可观」，但在其中心以东有迅速增加的雷暴活动。这些雷暴给路易斯安那州东南部和密西西比州南方部分地区带去了强降雨。风暴在向东北方向移动过程中逐渐减弱，于协调世界时下午18点消散。起初气象预测部门认为赫敏的残留对同年飓风卡尔（Hurricane Karl）的生成有促进作用，但这一估计没有得到证实。

## 防灾措施
9月17日，美国国家飓风中心向德克萨斯州马塔哥达县东部沿海的萨金特（Sargent）到路易斯安那州格兰德艾尔之间地区发布了热带风暴观察预警。次日，预警往南扩展至同县的马他哥打（Matagorda），东面则延伸至密西西比州的帕斯卡古拉。9月19日，从路易斯安那州摩根城向东直至佛罗里达州彭萨科拉之间地区都收到了热带风暴警告。该警告之后又立即从摩根城向西延伸到了该州弗米利恩堂区的因特拉科斯特尔城（Intracoastal City），到了协调世界时9月20日12点，所有的热带气旋观察预警和警告均已中止。随着风暴向内陆进发，密西西比州南部收到了洪水预警。路易斯安那州格兰德艾尔实行了三个星期中的第三次强制撤离，生活在该州拉福什堂区低洼地区的居民也接到撤离命令。有多个避难所开放，但前来躲避的人很少。美国红十字会在拉福什堂区拉罗斯（Larose）开设的避难所原本设计为可容纳500人，但最终仅有15人前来。墨西哥湾上石油钻井平台上的工人也得以疏散，能源期货因预期风暴可能造成的损害而大幅上涨，但由于实际情况并非如此，其价格也相应得以回落。美国海岸警卫队还疏散了位于格兰德艾尔的工作站以防万一。

## 冲击

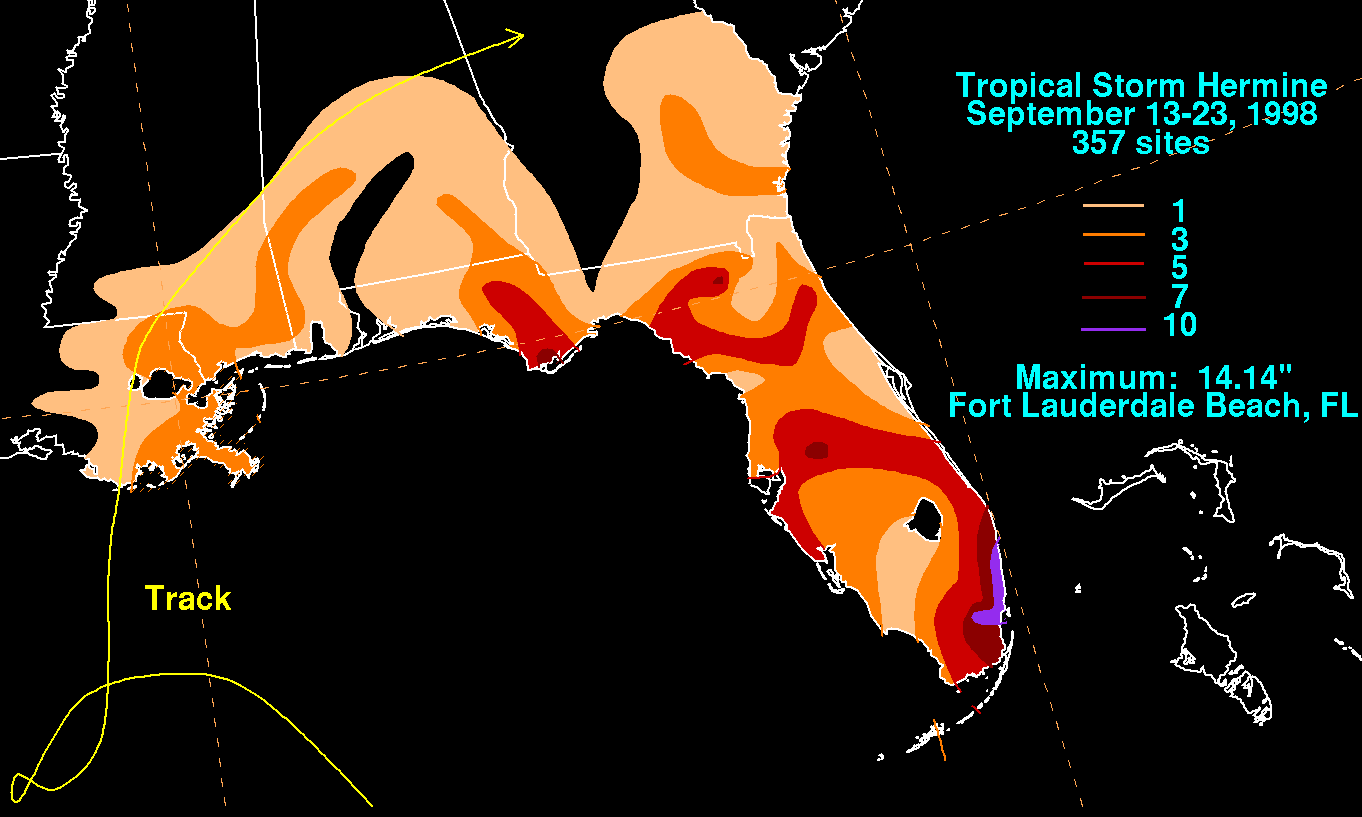
热带风暴赫敏带来的降雨

赫敏的雨带和附近另一个独立上层气旋结合，為佛罗里达州南部带來了高至359毫米降雨。赫敏的残余还给该州北部地区带來了阵雨和雷阵雨。奥兰多有树因暴雨倒塌，并因风暴而导致了多场交通事故，441号美国国道就有一名男子因车辆失控丧生。
在路易斯安那州登陆后，风暴风速基本处在热带风暴强度的最低级别，并且造成的天氣現象也只局限于狂风，没有其他天气出现。有报道指出密西西比河河口附近海面出现时速74公里的阵风，新奥尔良附近則出現最高每小时51公里的阵风。沿岸的风暴潮大多高于正常水位约0.3到0.91米，部分沿海地区曾因之前的热带风暴弗朗西斯而出现洪灾，赫敏带来的风暴潮又延长了这些地区的受灾时间。格兰德艾尔的阵风风速达到每小时40公里，该岛上的风暴潮平均比正常水平高30厘米。赫敏给该州带去了76到101毫米降雨，在部分地区引起山洪爆发。第438号路易斯安那州州道部分路段被洪水淹没。墨西哥湾的一个石油钻井平台报告遭遇的持续风速为每小时77公里，阵风风速每小时95公里。

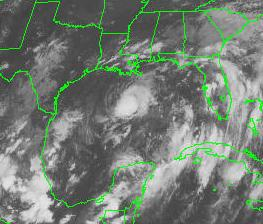
9月19日的热带风暴赫敏

9月20日上午8点半左右，经推定有一名男子已在新奥尔良西南部的一个湖中淹死。此人在湖中因风暴而波涛汹涌的水域捕虾，并且没有穿救生衣就一头扎进水里去清理缠在船螺旋桨上的网。网清出后船被湖中水流带走，他最后一次被人看到时正在船后游泳追逐。海岸警卫派出救生艇和搜救犬嘗試营救，但没能找到他的下落。最后在9月22日早上有人找到了他的尸体。圣查尔斯堂区警长办公室的帕特·尤斯警督表示，这场风暴「显然……部分促成了该男子的死亡」，但美国海岸警卫队的威廉·布鲁尔中校（William Brewer）则向记者表示，他认为这起事故与风暴没有直接联系。
赫敏在密西西比州催生出两场龙卷风，其中一个摧毁了两套移动房屋，7辆轿车受损，还有一人轻伤，另一场造成的损害很轻微。风暴带去了101到127毫米降雨，局部地区因此出现洪水，27号密西西比州州道位于沃尔索尔县南部的部分路段积水达到约30厘米高。阿拉巴马州报告的降雨量超过152毫米，导致多户公寓和多条道路被水淹，还有多条高速公路养老。许多车辆受损，多位司机困在比伯县第24号公路上。11号美国国道塔斯卡卢萨附近路段也被洪水淹没，多名司机及一辆运奶车受困。赫敏给阿拉巴马州北部带去了九月的第一场雨，比伯县和谢尔比县因此发布山洪预警。降雨范围向东延伸到了乔治亚州，解除了该州北部三个县因长时间干旱而存在的火灾隐患，相应的火灾预警也予以撤消。南卡罗莱纳州和北卡罗莱纳州方面，风暴残余在南卡罗莱纳州的查尔斯顿倾泻了267毫米降雨，该州其他部分地区降雨量更达305毫米。查尔斯顿所降的雨导致一些居民区的积水高达1.52米，迫使多户人家疏散，许多车辆被困。当地警察局不得不关闭多条道路，其中包括526号州际公路的部分路段。
赫敏总计造成的直接经济损失约为85000美元（1998年美元，相当于16.4萬2025年美元），造成的影响很小。虽然赫敏本身没有造成多大影响，但由于与之前热带风暴弗朗西斯的共同影响，路易斯安那州和德克萨斯州的多个县被宣布为灾区，路易斯安那州紧急应变办公室将拨款同样用于针对赫敏所造成灾害的救灾工作中。

## 后果
赫敏与弗朗西斯带来的暴雨致使路易斯安那州南部有大量鱼类死亡，这也是继1992年飓风安德鲁（Hurricane Andrew）以来当地首次出现同类情况。两场风暴带来的雨水淹没了该州南部的沼泽，致使水中因植物腐烂而迅速失去氧气。沼泽开始外流后，这些氧气沿量极低的水流进了附近的溪流、运河及河湾，风暴后数天这些地方的水質测试顯示水中「几乎没有氧气」。由于含氧量太低，当地鱼类大量死亡并充满了水道，特别是在查里斯湖（Lake Charles）和拉法叶地区。根据路易斯安那州野生动物和渔业部的报告，该州共计有至少12个相互分离的湖和河湾出现大量鱼类死亡的情况。
赫敏与其他风暴一起，给路易斯安那州的农业造成了很大的损失。赫敏导致的积水给蚊虫滋生提供了理想的条件，其成群后数量之多甚至足以在风暴后几天时间里导致牲畜死亡。风暴过后一个星期的时间，至少有12头牛或马匹因蚊虫叮咬而丧生，其中还包括为逃避其攻击而冲入深水最后淹死的几头牛。风暴带来的降雨和积水还令农民无法及时晒干大豆获得收成，甘蔗也太多的水而受损。据路易斯安那州农业专员鲍勃·奥多姆（Bob Odom）所说，这年的飓风厄尔（Hurricane Earl）、热带风暴弗朗西斯和热带风暴赫敏一共给路易斯安那州的农业造成了4.2亿美元（1998年美元，相当于8.1億2025年美元）的直接和间接损失。